# Raymond Ibrahim
Raymond Ibrahim, född 1973, är amerikansk forskningsbibliotekarie, översättare, författare och krönikör. Han arbetar främst med arabisk historia och språk, och  aktuella händelser.

## Biografi
Ibrahim föddes i USA och är son till egyptiska koptiska immigranter. Han talar flytande arabiska. Ibrahim studerade vid California State University, Fresno. Ibrahim är doktorand i medeltida islamisk historia vid The Catholic University of America.

## Karriär
Ibrahim var tidigare specialist i  arabiska för sektionen om Mellanöstern vid  USA:s kongressbibliotek, och biträdande chef för Middle East Forum.  Han är för närvarande Shillman Fellow vid det konservativa David Horowitz Freedom Center.
11 september-attackerna spelade en avgörande roll för Ibrahims utveckling. Som han förklarar i Chronicle of Higher Education, ägde katastrofen rum medan han skrev sin masteravhandling om jihads roll under de tidiga islamska erövringarna, vilket fick honom att utöka sina studier i historia och teologi till politik och dagens händelser, skaffa information om al-Qaeda och andra islamistiska organisationer, och såg på Al Jazeera. Han säger att han omedelbart slogs av kontinuiteten mellan ord, gärningar och mål hos 600-talsmujahidin ("jihadisterna") och de nästan ordagranna ord, dåd och mål för dagens islamska radikala. Sedan dess har han hållit fast vid att för att verkligen förstå dagens islam och islamism, måste man först förstå den tidiga islamska historien och doktrinerna.
Ibrahim är redaktör för och översättare av The Al-Qaeda Reader, som han publicerade efter att ha upptäckt hittills okända skrifter av al-Qaeda på arabiska, som han säger "bevisar en gång för alla att, trots propagandan från  al-Qaeda och dess förespråkare, är det radikala islams krig med västvärlden inte begränsat och enbart om politiska klagomål - verkliga eller inbillade - utan är existentiellt oberoende av tid och rymd och djupt rotat i trossatser".

## Mottagande
En artikel Ibrahim skrev om taqiyya publicerades även av  Jane's Islamic Affairs Analyst den 26 september 2008 , och karakteriserades senare av en annan författare i Jane's Information Group|Jane's Islamic Affairs Analyst som  "god forskning, många fakta men .. missledande i sin sammanfattning".

## Publikationer
- The Al Qaeda Reader (redaktör och översättare), Doubleday, 2007, ISBN 978-0-385-51655-6
- "How Taqiyya Alters Islam's Rules of War", Middle East Quarterly, vinter 2010, pp. 3–13
- "Are Judaism and Christianity as Violent as Islam?", Middle East Quarterly, sommar 2009, ss. 3–12
- "An Analysis of Al-Qa'ida's Worldview: Reciprocal Treatment or Religious Obligation", Middle East Review of International Affairs, Vol. 12, No. 3, september 2008
- "Studying the Islamic Way of War", National Review Online, 11 september 2008
- "Islam's Doctrines of Deception", Jane's Islamic Affairs Analyst, 26 september 2008
- "Jesus and Mohammad, Version 2.0", National Review Online, 10 september 2007
- "The Two Faces of Al Qaeda", The Chronicle of Higher Education, Vol. 54, Issue 4, p. B3, 21 september 2007
- "Islam gets concessions; Infidels get conquered", Los Angeles Times, 5 december 2006
- Crucified Again. Exposing Islam's New War on Christians. Regnery Publishing, Inc. Washington, & Gatestone Institute, New York, 2013